# Romuald Grzybowski
Romuald Grzybowski (ur. 5 lipca 1953 w Okarpcu) – polski pedagog, historyk nauki i wychowania, profesor nauk społecznych specjalizujący się w pedeutologii oraz historii wychowania i myśli pedagogicznej.

## Życiorys
Syn Ludwiki i Stefana – uczestnika kampanii wrześniowej II wojny światowej, po demobilizacji, jesienią 1939 roku wywiezionego na przymusowe roboty do Niemiec. Uczeń Lecha Mokrzeckiego. Stopień naukowy doktora uzyskał w 1987 w Uniwersytecie Gdańskim. Habilitował się w 2000 na tej samej uczelni na podstawie dorobku naukowego oraz pracy pt. Wyższe Szkoły Pedagogiczne w Polsce w latach 1946–1956, za którą otrzymał również nagrodę Ministra Edukacji Narodowej. W 2016 Prezydent RP nadał mu tytuł naukowy profesora nauk społecznych.
Wieloletni pedagog-wychowawca, nauczyciel akademicki, badacz dziejów oświaty. Autor ponad 100 artykułów naukowych w czasopismach polskich i zagranicznych oraz rozdziałów i recenzji dot. historii nauki, szkolnictwa wyższego i wychowania (od czasu zaboru pruskiego do roku 1989). Autor monografii naukowych, w tym m.in.: Studia nauczycielskie w wojewódzkie gdańskim w latach 1955–1970 Gdańsk 1994; Wyższe Szkoły Pedagogiczne w Polsce w latach 1946–1956 Gdańsk 2000; Polityczne priorytety i elementy codzienności socjalistycznej szkoły. Wybór studiów poświęconych dziedzictwu edukacyjnemu PRL-u Toruń 2013. Jest inicjatorem i redaktorem serii wydawniczej „Szkoła – państwo – społeczeństwo”, redaktor wielu prac zbiorowych dotyczących historii edukacji, uczestnik oraz organizator ogólnopolskich i międzynarodowych konferencji naukowych. W latach 1987–2008 pełnił funkcję asystenta, adiunkta oraz profesora nadzwyczajnego w Katedrze Nauk Humanistycznych AWF, którą kierował w latach 2002–2005. Od 2002 związany z Uniwersytetem Gdańskim, gdzie od 2005 sprawuje funkcję kierownika Zakładu Historii Nauki, Oświaty i Wychowania. W latach 2008–2012 oraz 2016–2020 dyrektor Instytutu Pedagogiki na Wydziale Nauk Społecznych Uniwersytetu Gdańskiego.
Laureat nagrody Ministra Edukacji Narodowej, nagród rektora UG oraz rektora AWF. Członek Towarzystwa Historii Edukacji, Gdańskiego Towarzystwa Naukowego oraz Polskiego Towarzystwa Pedagogicznego – członek założyciel Oddziału Gdańskiego.
W 2020 odznaczony Srebrnym Krzyżem Zasługi, w 2023 otrzymał Srebrny Medal Uniwersytetu Gdańskiego „Doctrinae Sapientiae Honestati”.

## Wybrane publikacje[9]
- Studia nauczycielskie w wojewódzkie gdańskim w latach 1955–1970 (1994)
- Wyższe Szkoły Pedagogiczne w Polsce w latach 1946–1956 (2000)
- Polityczne priorytety i elementy codzienności socjalistycznej szkoły. Wybór studiów poświęconych dziedzictwu edukacyjnemu PRL-u (2013)